# Holenice
Obec Holenice (německy Holenitz) se nachází v okrese Semily, kraj Liberecký. Žije zde 99 obyvatel.

## Historie
První písemná zmínka o obci pochází z roku 1398.

## Pamětihodnosti
- památkově chráněný pískovcový kříž s bohatou ornamentální výzdobou a reliéfy světců, zhotovený roku 1829 lidovým sochařem Františkem Prokopem ze Semil - cenný doklad kvalitní kamenické práce
- pomník padlým v první světové válce
- řada staveb regionální lidové architektury v Holenicích i Starých Holenicích

## Přírodní zajímavosti
Na severním okraji obce se v lese na pravém břehu potoka Boučnice u zatáčky silnice, vedoucí do Bítouchova, nachází menší lom. Lom byl založen v pískovcích korycanského souvrství, délka lomové stěny je asi 8 metrů. Vrstvy pískovců jsou vztyčené, neboť lom se nachází na průběhu lužického zlomu. Ve zdejším kaolinitickém pískovci lze nalézt úlomky schránek a jádra ústřic rodů Rhynchostreon a Ostrea. Lom u Holenic je řazen ke geologickým a paleontologickým lokalitám národního významu. Nad lesní cestou do Peklovsi na východním okraji katastru obce se na bezejmenném potoce na svahu vrchu Ředice (649 m) nachází malý vodopád.